# Келвин Клайн
Келвин Ричард Клайн (на английски: Calvin Richard Klein; роден на 19 ноември 1942 г.) е американски моден дизайнер. Името му е и име на марката му за дрехи (Calvin Klein Inc.), която стартира през 1968 г. и притежава до 2003 г. Освен на дрехи, той дава името си и на парфюми, ръчни часовници и бижута.

## Биография
Роден на 19 ноември 1942 г. в Бронкс, окръг Ню Йорк, в еврейско семейство. Майка му е Флоре Клайн (по баща Щерн; 1909–2006), а баща му Лео Клайн. Баща му е предприемач от средната класа. На 18 години Келвин завършва Нюйоркското висше училище за изкуство и дизайн, след което учи две години в Института по технология на модата. През 1962-1968 г. той работи в различни модни къщи в Ню Йорк, като от време на време работи, като уличен художник. През 1968 г., заедно с Бари Суорц, той основава Calvin Klein, Ltd в Ню Йорк, която първоначално се занимава с мъжко горно облекло и постепенно преминава към дизайн на дрехи за жени.
Успехът идва бързо. Три поредни години (1973-1975) колекциите на Келвин Клайн печелят наградите на Coty.
През 1978 г. Клайн е първият в света на модата, който започва да представя и продава „дизайнерски дънки“ на модните подиуми. 
През 1992 г. той пуска рекламен плакат с участието на полугол млад модел и актрисата Кейт Мос и актьор и музикант Марк Уолбърг, тогава познат като „Марки Марк“. Новият модел облекло е подходящ и за двата пола, така че Клайн се счита за родоначалник на унисекс стила. Следващият скандал избухва през 1999 г., когато дизайнерът пуска нова серия бельо за деца и юноши, чиито рекламни плакати мнозина смятат за прекалено несериозни.
През 2003 г. Келвин Клайн продава фирмата си на производителя на ризи Phillips-Van Heusen Corporation. Сделката възлиза на 430 милиона долара.

## Личен живот
През 1964 г. Келвин се жени за дизайнерката на платове Джейн Сентър, двамата имат дъщеря, Марси. Десет години по-късно, през 1974 г., двойката се развежда. Четири години по-късно Марси е отвлечена срещу откуп от 100 000 долара. Държана е като заложник в продължение на 9 часа, докато откупът не е платен, но похитителите заловени. По-късно Марси става един от продуцентите на шоуто Saturday Night Live.
През септември 1986 г. Клайн се жени за своята асистентка, възпитаничката на Нюйоркския институт за мода, Кели Ректор, която по това време работи в неговата компания. Женят се в Рим, където са на търговска визита. През април 2006 г. се развеждат. През 2010 г. Клайн започва да се среща с бившия порнографски бисексуален актьор Ник Грубер, който е с 48 години по-млад от него, но Грубер има проблеми с наркотиците и двойката се разделя през 2012 г.

## Галерия
- Бельо на марката Калвин Клайн
- Рокля на марката Калвин Клайн
- Calvin Klein Collection, магазин в Манхатан
- ck Calvin Klein, магазин в Хонконг
- Calvin Klein (white label), магазин в Торонто
- Calvin Klein (white label), аутлет във Фрипорт
- Performance, магазин в Наншан
- Underwear, магазин в Лондон
- Underwear-аутлет
- Мъжки парфюм Eternity

## Награди
- „Награда Кочи“ (1974 и 1975),
- четирикратен носител на наградата на Съвета на модните дизайнери на Америка (на английски: Council of Fashion Designers of America, CFDA) (1974, 1981, 1983 и 1993)[10].

## Филмография
- The Emperor's New Clothes: An All-Star Illustrated Retelling of the Classic Fairy Tale 1998 (глас)